# Hibridizare
În chimia cuantică, procesul de hibridizare este un concept ce presupune contopirea orbitalilor atomici în așa-numiții orbitali hibrizi (care au energii, forme, etc. diferite față de orbitalii atomici de la care provin), astfel încât aranjarea perechilor de electroni să fie propice pentru formarea de legături chimice, conform teoriei legăturii de valență. Orbitalii hibrizi sunt utili din punct de vedere teoretic pentru explicarea geometriei moleculare și a unor proprietăți de legare ale atomilor. Deși hibridizarea este adesea asociată cu teoria repulsiei perechilor de electroni din stratul de valență, cele două concepte nu sunt de fapt înrudite.

## Tipuri de hibridizări

### sp3

Patru orbitali sp^{3}

Hibridizarea ajută la descrierea atomilor de legătură, din punctul de vedere al unui atom. Pentru un atom de carbon tetraedric (care apare, de exemplu, în metan, CH4), carbonul ar trebui să aibă patru orbitali cu o simetrie caracteristică pentru a se putea lega de cei patru atomi de hidrogen.
Configurația electronică a stării fundamentale a carbonului este 1s2 2s2 2p2, ceea ce se poate reprezenta astfel pe nivelele electronice:
| C | ↑↓ | ↑↓ | ↑  | ↑  |    |
| C | 1s | 2s | 2p | 2p | 2p |

Atomul de carbon poate să folosească cei doi orbitali tip p cu un singur electron, pentru a forma legături covalente cu atomii de hidrogen, caz în care se obține o carbenă denumită metilenă, CH2. Totuși, atomul de carbon este capabil să lege și patru atomi de hidrogen, dacă promovează prin excitare un electron din orbitalul atomic dublu ocupat 2s în orbitalul 2p liber, caz în care se obțin patru orbitali ocupați cu un singur electron.
| C* | ↑↓ | ↑  | ↑  | ↑  | ↑  |
| C* | 1s | 2s | 2p | 2p | 2p |

Din punctul de vedere al mecanicii cuantice, cea mai mică energie se obține doar dacă cele patru legături sunt echivalente, ceea ce presupune faptul că ele au fost formate doar prin implicarea de orbitali identici ai carbonului. Se poate obține un set de patru orbitali echivalenți, ca fiind combinații liniare ale funcțiilor de undă ale straturilor de valență s și p; cei patru orbitali obținuți sunt cei patru orbitali hibrizi sp3.
| C* | ↑↓ | ↑   | ↑   | ↑   | ↑   |
| C* | 1s | sp3 | sp3 | sp3 | sp3 |

În molecula de metan, CH4, cei patru orbitali hibrizi sp3 ai carbonului se contopesc cu orbitalii 1s ai hidrogenului, formând patru legături sigma σ (patru legături covalente), toate echivalente ca lungime și tărie.
 ceea ce de fapt înseamnă ca geometrie moleculară: 

### sp2

Trei orbitali sp^{2}

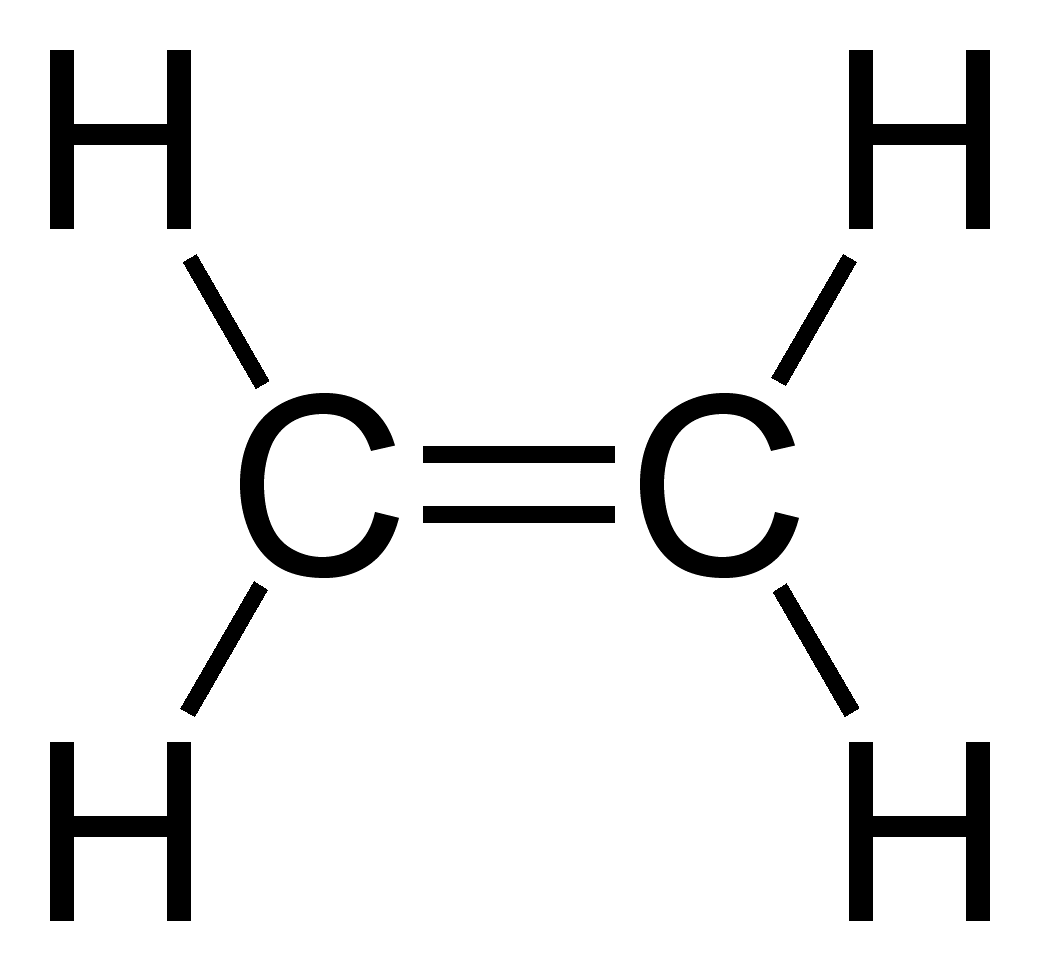
Structura moleculei de etenă

În mod analog hibridizării sp3 se pot explica și celelalte tipuri de hibridizări. De exemplu, etena (C2H4) prezintă o legătură dublă între cei doi atomi de carbon din moleculă.
Pentru această moleculă, carbonul se va hibridiza sp2, deoarece este necesară formarea unei legături pi π pentru legarea covalentă prin legătură dublă a celor doi atomi de carbon, iar doar trei legături sigma se pot forma pentru un singur atom de carbon. În tipul de hibridizare sp2, orbitalul 2s se contopește doar cu doi dintre cei trei orbitali 2s disponibili.
| C* | ↑↓ | ↑   | ↑   | ↑   | ↑  |
| C* | 1s | sp2 | sp2 | sp2 | 2p |

Astfel, se formează în total trei orbitali hibrizi sp2, cu un orbital p nehibridizat rămas. În molecula etenei, cei doi atomi de carbon formează o legătură sigma prin contopirea unui orbital sp2 pentru fiecare atom de carbon. Legătura π dintre cei doi atomi de carbon este perpendiculară pe planul molecular și este formată prin contopirea 2p–2p. Fiecare atom de carbon formează două legături covalente cu hidrogenul prin contopirea s–sp2, toate în unghiuri de 120°. Toate legăturile carbon-hidrogen sunt egale ca lungime și tărie, conform datelor empirice.

### sp

Doi orbitali sp

Legăturile covalente triple, în compușii de tipul alchinelor, pot fi explicate cu ajutorul hibridizării sp. În acest model, orbitalul 2s este hibridizat doar cu unul dintre orbitalii p.
| C* | ↑↓ | ↑  | ↑  | ↑  | ↑  |
| C* | 1s | sp | sp | 2p | 2p |

Astfel, rezultă doar doi orbitali hibrizi sp și rămân doi orbitali p nehibridizați. Legăturile covalente din molecula de acetilenă (etină, C2H2) sunt formate prin contopirea sp–sp dintre doi atomi de carbon, ceea ce duce la formarea unei legături sigma, și prin contopirea p–p, ceea ce duce la formarea a două legături pi. Fiecare atom de carbon se leagă, de asemenea, cu un atom de hidrogen, prin contopire s-sp, în unghiuri de 180°.